# 海南発電所
海南発電所（かいなんはつでんしょ）は、和歌山県海南市船尾字中浜260-96にあった関西電力の石油火力発電所。

## 概要
1967年11月10日の1号機の起工式を皮切りに、1970年5月に1号機が運転を開始、4号機までが建設された。石油火力発電所であるため原油高の影響を受けやすいほか、不況による電力需要の伸び悩みなどにより1996年頃を最後にフル稼働していない。
2001年には1・2・4号機が長期計画停止となった（その後、1・4号機については運転を再開）。2011年には福島第一原子力発電所の事故の影響等により、所有する複数の原子力発電所が運転停止となったため、供給力確保の一環として2号機の運転再開を発表し、2012年7月16日に運転を再開した。設備の老朽化もあってトラブルも発生している。
節電の定着や省エネの進展など、関西の電力需要が減少している至近の状況を踏まえ、効率化の一環として、既に定期検査に着手している海南発電所1、2号機は2017年4月1日から、同年6月に定期検査期限を迎える海南発電所3号機は6月9日から休止することとした。
関西の電力需要が減少傾向にある中、燃料費などがかさみ高コストのため維持が難しいと判断したため、2019年4月1日に4号機を休止、発電所自体が廃止された。

## 発電設備
- 総出力：210万kW[10]
- 敷地面積：約31万m2

1号機（廃止）
定格出力：45万kW
使用燃料：重油、原油
営業運転開始：1970年（昭和45年）5月29日
2号機（廃止）
定格出力：45万kW
使用燃料：重油、原油
営業運転開始：1970年（昭和45年）9月29日
3号機（廃止）
定格出力：60万kW
使用燃料：重油、原油
営業運転開始：1974年（昭和49年）4月26日
4号機（廃止）
定格出力：60万kW
使用燃料：重油、原油
営業運転開始：1973年（昭和48年）6月16日

## タービン軸飛散事故
1972年（昭和47年）6月5日、3号機の試運転中にタービンや発電機が損壊する事故が発生。損壊した部品が飛び散り、一部は建屋壁や天井を貫通して現場から最長380メートルの距離にまで達している。これに伴い、同年12月19日に発電所内にて関西電力初の化学消防車とシュノーケル車が設置された。
事故後、発電設備は休止していたが、1号機および2号機は同年7月10日に運転を再開し、4号機は1972年2月20日に試運転を再開した。

## アクセス
- 〒642-0001 海南市船尾字中浜260-96
- 阪和自動車道海南ICから車で約10分
- JRきのくに線海南駅前、JR和歌山駅、南海和歌山市駅から和歌山バスマリーナシティ方面行きに乗車し、琴の浦水門停留所下車すぐ。

## 近隣の施設
- 和歌山マリーナシティ
- 温山荘園
- 和歌山県立自然博物館
- 長久邸
- 日本製鉄関西製鉄所（海南地区）